# Gmina Szczekociny
Die Gmina Szczekociny (anhörenⓘ) ist eine Stadt-und-Land-Gemeinde im Powiat Zawierciański der Woiwodschaft Schlesien in Polen. Ihr Sitz ist die gleichnamige Stadt mit etwa 3600 Einwohnern. 

## Geographie

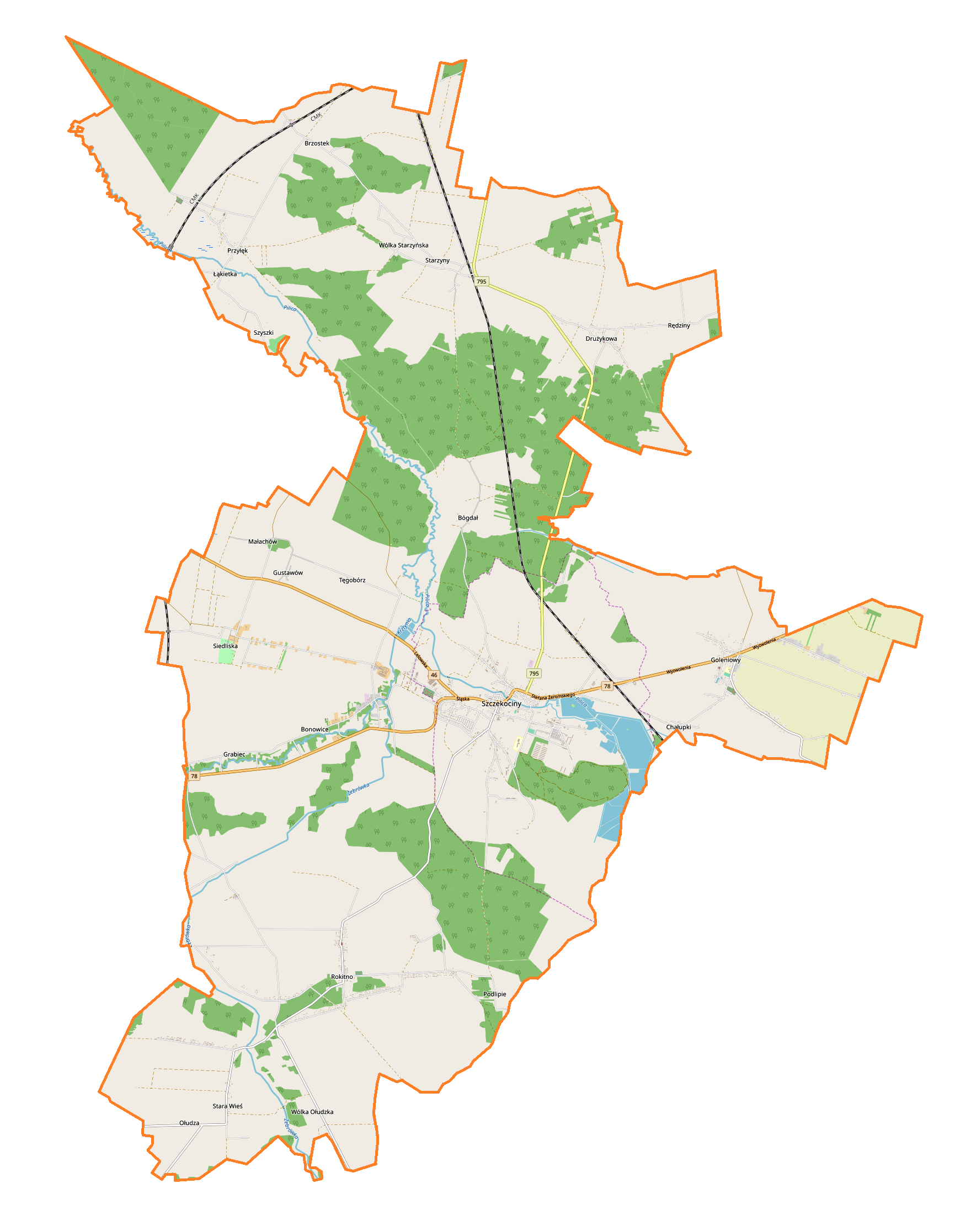
Karte der Gemeinde

Die Gemeinde liegt im Nordosten der Woiwodschaft und grenzt im Norden und Osten an die Woiwodschaft Heiligkreuz. Das Dreiländereck zur Woiwodschaft Kleinpolen liegt 15 Kilometer südöstlich und die Kreisstadt Zawiercie etwa 12 Kilometer westlich. Nachbargemeinden sind in der Woiwodschaft Heiligkreuz Secemin im Norden, Radków im Nordosten, Moskorzew und Słupia im Osten sowie in Schlesien Żarnowiec im Süden, Pilica und Kroczyce im Südwesten, Irządze und Lelów im Westen sowie Koniecpol im Nordwesten. Katowice liegt etwa 60 Kilometer südwestlich.
Auf Gemeindegebiet mündet die 26 Kilometer lange Żebrówka in die Krztynia und diese wiederum in die Pilica. Letztere fließt durch den Hauptort und ist dort zu einer Reihe von Teichen aufgestaut.

## Geschichte
Die Landgemeinde wurde 1973 aus verschiedenen Gromadas neu gebildet. Von 1945 bis 1975 gehörte das Gebiet zur Woiwodschaft Kielce und dann bis 1998 zur Woiwodschaft Częstochowa. Stadt- und Landgemeinde wurden 1990/1991 zur Stadt-und-Land-Gemeinde zusammengelegt. Im Januar 1999 kam diese zum Powiat Zawierciański und zur Woiwodschaft Schlesien. Von 1867 bis 1975 gehörte das Gemeindegebiet zum Powiat Włoszczowski alten Zuschnitts.
Beim Dorf Chałupki ereignete sich am 3. März 2012 ein schweres Eisenbahnunglück, bei dem zwei Züge frontal zusammenstießen und 16 Personen getötet wurden.

## Gliederung
Die Stadt-und-Land-Gemeinde (gmina miejsko-wiejska) Szczekociny besteht aus der Stadt selbst – gegliedert in Centrum, Gąszcze, Polna und Zarzecze sowie 20 Dörfern mit 18 Schulzenämtern (solectwa):
- Bonowice
- Bógdał
- Brzostek
- Chałupki
- Drużykowa
- Goleniowy
- Grabiec
- Gustawów-Małachów
- Ołudza
- Przyłęk
- Rędziny
- Rokitno
- Siedliska
- Starzyny
- Szyszki-Łąkietka
- Tęgobórz
- Wólka Ołudzka
- Wólka Starzyńska

Weitere Orte sind die Kolonien Podkaszczor und Podlipie sowie der Weiler Gajówka.

## Verkehr
Der Bahnhof der Stadt und der Halte Starzyny an der Bahnstrecke Kozłów–Koniecpol werden nicht mehr im Personenverkehr bedient. – An der Schnellfahrstrecke Centralna Magistrala Kolejowa, die den Nordwesten des Gemeindegebiets durchzieht, besteht kein Bahnhof.